# Arturo Martino
Arturo Martino (1945. október 18. – 2006. január 24.) svájci nemzetközi labdarúgó-játékvezető.

## Pályafutása

### Nemzeti játékvezetés
1983-ban lett az I. Liga játékvezetője. Az aktív nemzeti játékvezetéstől 1993-ban vonult vissza.

### Nemzetközi játékvezetés
A Svájci labdarúgó-szövetség Játékvezető Bizottsága (JB) terjesztette fel nemzetközi játékvezetőnek, a Nemzetközi Labdarúgó-szövetség (FIFA) 1989-től tartotta nyilván bírói keretében. A FIFA JB központi nyelvei közül a németet beszéli. Több nemzetek közötti válogatott és klubmérkőzést vezetett, vagy működő társának partbíróként segített. A svájci nemzetközi játékvezetők rangsorában, a világbajnokság-Európa-bajnokság sorrendjében többedmagával a 32. helyet foglalja el 1 találkozó szolgálatával. Az aktív nemzetközi játékvezetéstől 1993-ban búcsúzott.

#### Európa-bajnokság
Az európai-labdarúgó torna döntőjéhez vezető úton Svédországba a IX., az 1992-es labdarúgó-Európa-bajnokságra az UEFA JB játékvezetőként foglalkoztatta.
| Időpont              | Helyszín             | Mérkőzés típusa           | Mérkőzés              | Eredmény | Nézők száma |
| -------------------- | -------------------- | ------------------------- | --------------------- | -------- | ----------- |
| 1991. szeptember 11. | Antas Stadion, Porto | előselejtező (6. csoport) | Portugália–Finnország | 1 : 0    | 30 000      |

---
A női európai labdarúgó torna döntőjéhez vezető úton Dánia rendezte az 1991-es női labdarúgó-Európa-bajnokságot, ahol az UEFA JB játékvezetőként foglalkoztatta.

##### 1991-es női labdarúgó-Európa-bajnokság

###### Selejtező mérkőzés
| Időpont          | Helyszín                  | Mérkőzés típusa           | Mérkőzés          | Eredmény | Nézők száma |
| ---------------- | ------------------------- | ------------------------- | ----------------- | -------- | ----------- |
| 1989. október 1. | Városi Stadion, Straubing | előselejtező (4. csoport) | NSZK–Magyarország | 0 – 0    | 3500        |

## Magyar vonatkozás
| Időpont           | Helyszín                     | Mérkőzés típusa | Mérkőzés                   | Eredmény | Nézők száma |
| ----------------- | ---------------------------- | --------------- | -------------------------- | -------- | ----------- |
| 1991. március 27. | Sardinero Stadion, Santander | barátságos      | Spanyolország–Magyarország | 2 : 4    | 21 000      |